# Antara Mali
Antara Mali (* 11. Mai 1979 in Gajraula) ist eine indische Schauspielerin in Bollywoodfilmen. Sie arbeitet ebenfalls als Drehbuchautorin und debütiert in dem Film Mr. Ya Ms. als Filmregisseurin.
Mali hat ihre Karriere vor allem dem Regisseur Ram Gopal Varma zu verdanken, der sie entdeckte und wiederholt in seinen Filmen besetzte.

## Filmografie
- 1999: Prema Katha
- 1999: Mast
- 2000: Khiladi 420
- 2002: Company – Das Gesetz der Macht
- 2002: Road
- 2003: Darna Mana Hai
- 2003: Main Madhuri Dixit Banna Chahti Hoon!
- 2004: Gayab
- 2005: Naach
- 2005: Mr. Ya Ms.